# Île des Cygnes (Annecy)
 (avril 2024).
Si vous disposez d'ouvrages ou d'articles de référence ou si vous connaissez des sites web de qualité traitant du thème abordé ici, merci de compléter l'article en donnant les références utiles à sa vérifiabilité et en les liant à la section « Notes et références ».
Pour les articles homonymes, voir Île des Cygnes.
L'île des Cygnes ou l'île aux Cygnes est une petite île artificielle située sur le lac d'Annecy dans le département de la Haute-Savoie.

## Géographie

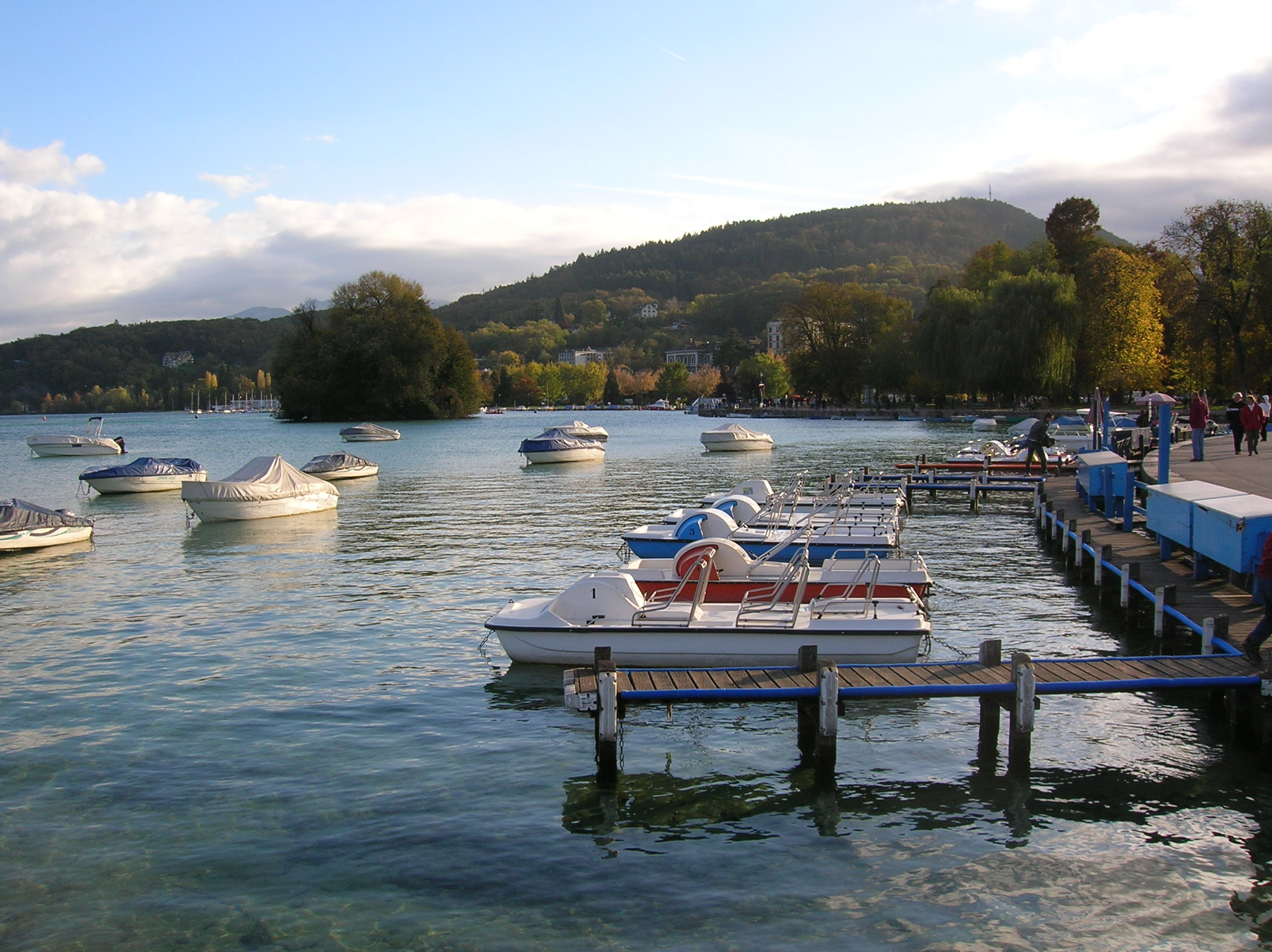
Vue de l'île des Cygnes à l'extrémité des jardins de l'Europe (à droite) depuis le Pâquier ; au dernier plan, le Semnoz.

L'île des Cygnes est située dans le département de la Haute-Savoie, sur la commune d'Annecy. Elle est située dans le Nord du lac d'Annecy, à quelques mètres de l'extrémité des jardins de l'Europe qui s'avancent dans le lac.
L'île qui ne comporte aucune construction est couverte d'une végétation dense composée d'arbres et de buissons. L'avifaune du lac y trouve refuge et y nidifie parfois.

## Histoire

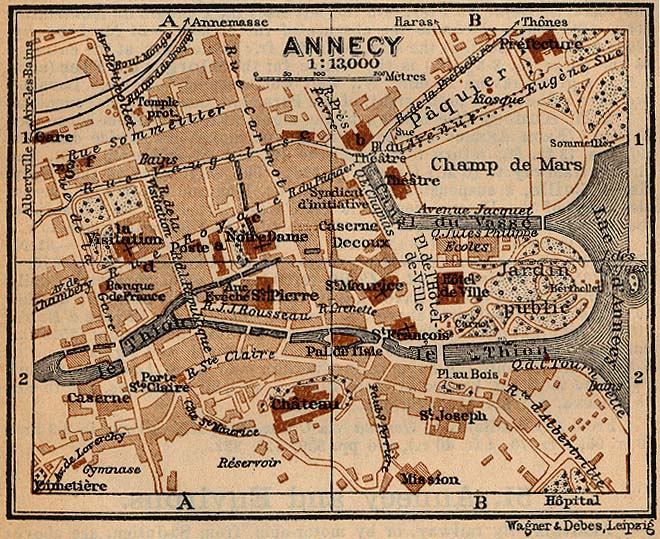
Carte d'Annecy en 1914 montrant l'île des Cygnes sur le bord droit de la carte.

L'île des Cygnes, créée vers 1854 et agrandie en 1859 avec le produit du dragage du Thiou, est dès le début plantée d'arbres. En 1883, elle est rehaussée avec un enrochement, en raison des détériorations que les vagues lui font subir.
Les deux premiers couples de cygnes ont été offerts par la ville de Genève, en 1857, et par la maison de Savoie à Turin, en 1858. Ces volatiles prirent l'habitude de nicher dans l'île, à laquelle les Annéciens ne tardèrent pas à donner le surnom d'« île aux Cygnes ». D'autres oiseaux : cormorans, fauvettes, mouettes, goélands, martin-pêcheurs et hérons peuvent également y nicher. Elle peut être approchée avec des embarcations mais il est interdit d'y accoster.